# ویتالینا بابلیو
ویتالینا نیکولائونا بابلیو (انگلیسی: Vitalina Bibliv؛ زادهٔ ۱۵ اکتبر ۱۹۸۰) بازیگر تئاتر، سینما و تلویزیون اهل اوکراین است.

## زندگی
ویتالینا بابلیو در ۱۵ اکتبر ۱۹۸۰ در شهر واسیلکوف، منطقه کی‌یف به دنیا آمد.